# Kleiner Hexenkopf
Der Kleine Hexenkopf ist ein 3194 m ü. A. hoher Berggipfel des Eichhamstocks in der Venedigergruppe in Osttirol (Österreich). Er liegt im Westen des Gemeindegebiets von Matrei in Osttirol, nahe der Gemeindegrenze zu Prägraten am Großvenediger. Benachbarte Gipfel sind der Hintere Seekopf im Norden und der Große Hexenkopf im Südosten. Die Erstbesteigung erfolgte am 13. August 1898 durch H. v. Ficker und L. Prochaska.

## Lage
Der Kleine Hexenkopf, eine scharfkantige Pyramide, liegt im Norden des Eichhamstocks im Bereich der Kernzone des Nationalparks Hohe Tauern. Östlich befindet sich der Talkessel des Eissees mit der Eisseehütte und dem Timmeltal, im Nordosten das Löbbental mit der Badener Hütte und im Osten das Frosnitztal. Vom Großen Hexenkopf (3313 m ü. A.) ist der Kleine Hexenkopf am Südostgrat durch die Hexenkopfscharte (3144 m ü. A.) getrennt, wobei das nördlich gelegene Garaneberkees hier bis zum Grat reicht. Das Garaneberkees erstreckt sich dabei zwischen der Weißspitze und den Seeköpfen bis zu den Hexenköpfen. Südlich der Hexenkopfscharte und des Kleinen Hexenkopfs liegt entlang des Südostgrates bzw. der Südostwand zudem das Hexenkees. Im Norden trennt die Seekopfscharte (3050 m ü. A.) den Kleinen Hexenkopf vom Hinteren Seekopf (3234 m ü. A.), wobei sich östlich der Seekopfscharte bzw. nördlich des Kleinen Hexenkopfs entlang dessen Ostgrates auch das Malfrosnitzkees befindet.

## Aufstiegsmöglichkeiten
Der Normalweg auf den Kleinen Hexenkopf führt über die Eisseehütte und den Eissee, wobei der Anstieg danach weglos bis zur Seekopfscharte führt. Von der Seekopfscharte erfolgt der nur noch rund 100 Höhenmeter lange Aufstieg über den Gletscher zu den Gipfelfelsen oder am Nordostgrat in leichter Blockkletterei (Schwierigkeit I nach UIAA), wobei der Nordostgrat auch bei der Erstbesteigung genutzt wurde.
Alternativ kann der Kleine Hexenkopf auch über den Ostgrat erstiegen werden, wobei diese Variante am 12. August 1920 erstmals von W. Gruber und Fritz Malcher gewählt worden war. Der Ostgrat weist dabei eine Grathöhe von 400 Metern auf, die in luftiger Kletterei erstiegen werden müssen (Schwierigkeit II nach UIAA).